# Tỉnh ủy Trà Vinh
Tỉnh ủy Trà Vinh hay còn được gọi Ban chấp hành Đảng bộ tỉnh Trà Vinh là cơ quan lãnh đạo cao nhất của Đảng bộ tỉnh Trà Vinh giữa hai kỳ đại hội đại biểu Đảng bộ tỉnh, do Đại hội Đại biểu Đảng bộ tỉnh bầu.
Tỉnh ủy Trà Vinh có chức năng thi hành nghị quyết, quyết định của Đại hội Đại biểu Đảng bộ tỉnh Trà Vinh, Ban Chấp hành Trung ương Đảng, Ban Bí thư và Bộ Chính trị. Đứng đầu Tỉnh ủy là Bí thư Tỉnh ủy và thường là ủy viên Ban chấp hành Trung ương Đảng.